# عصابة جولابي

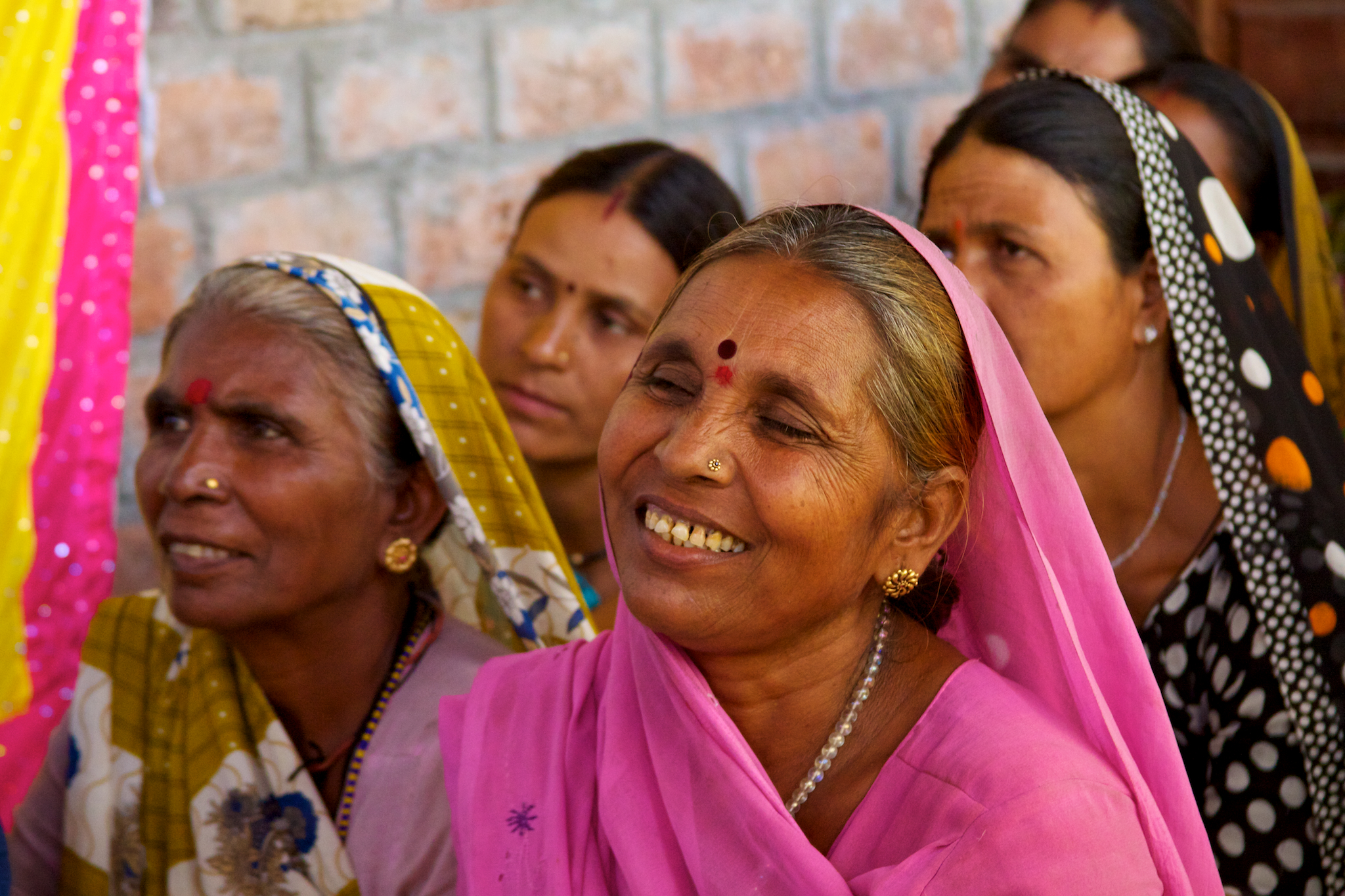

عصابة جولابي («جولابي» بالهندية تعني "وردي") هي مجموعة أهلية. ظهرت المجموعة لأول مرة في منطقة باندا، ولاية أوتار براديش، كرد على انتشار العنف المنزلي وغيره من أشكال العنف ضد المرأة. لقد كان يُقاد الأمر سابقًا من قبل سامبات بال. تتكون المجموعة من نساء تتراوح أعمارهن بين 18 و 60 عامًا. وتشير التقارير إلى أنها انتشرت منذ عام 2010. لقد كانت المدموعة نشطة عبر شمال الهند.سواء في الشوارع أو في الشوارع المحلية.